# Cerreto Laziale
Cerreto Laziale è un comune italiano di 1 061 abitanti della città metropolitana di Roma Capitale nel Lazio.

## Geografia fisica

### Territorio
Cerreto Laziale è un paese della valle del Giovenzano. È posizionato su una collina, leggermente staccata dai monti che la sovrastano, a 520 metri sul livello del mare. Alle spalle verso nord, ci sono tre rilevi appartenenti ai Monti Ruffi.
In un primo piano vi sono i Fossicchi (m. 985) fino al fosso del Fioio, che segna i confini di Cerreto con Sambuci e Saracinesco. Il versante Ovest scende, attraverso i Vignali, fino alla valle del Giovenzano. Il versante Est scende alle valli (in dialetto locale Le Vagli) che separano i Fossicchi da Costa Sole.
In secondo piano vi è la montagna che ha una prima cima nel monte Scrima (m. 1060) e poi sale fino al monte Costasole (m. 1251), la cima più alta dei M. Ruffi, detta nel Resgesto Sublacense "caumen montium". Al comune di Cerreto appartiene il versante Ovest di Costa Sole fino a Forca Tradella, un punto in cui confinano Cerreto, Saracinesco, Anticoli e Rocca Canterano.
La terza montagna (in territorio di Rocca Canterano) è Ceresola, di lì si scende a Est fino a Rocca di Mezzo, Rocca Canterano, Canterano, infine tramite l'Empolitana II e la Sublacense si prosegue verso Subiaco.
Cerreto dista dal comune di Subiaco 22 km.
Il comune di Cerreto confina anche con quello di Gerano. A est la collina di Cerreto scende fino ai pressi di Colle Careone (in dialetto locale la zona viene chiamata "fontana a balle") e a sud attraverso i Serroni e Colle Chiuvittu scende fino al prato S. Anatolia.
Poco oltre il prato incomincia la pianura di Cerreto. Questa si estende a sud-ovest lungo la via Empolitana II fino a Ponte Terenzio, e a nord-ovest fino alle pendici dei Fossicchi, lungo la via Ponte Varano-Sambuci e lungo il corso del Giovenzano, affluente dell'Aniene e subaffluente del Tevere. Per un tratto confina con Pisoniano e con Ciciliano. I confini toccano poi P. Terenzio, passano a est di Colle Passero e di Monte Carbone, attraversano il Giovenzano e, lungo le falde dei Fossicchi, risalgono fino al Fioio.
La pianura di Cerreto è discretamente vasta, essa costituisce gran parte del territorio comunale (in tutto ettari 1187) e nel Medioevo era il nucleo centrale della "Massa Jubenzana".

### Clima
- Classificazione climatica: zona E, 2224 GR/G

## Origini del nome
Secondo alcuni il nome del paese si riferisce al Monte “Cerretum”, nei pressi del quale è situato il paese.
Secondo altri deriva dal latino “Quercus cerris”, ossia cerro (poiché, in precedenza, il territorio dove ora sorge il paese era ricoperto da cerri) con l'aggiunta del suffisso collettivo “etum” che indica abbondanza.

## Storia

### Le origini
Il territorio fu abitato sin dall'antichità, come ci testimoniano le mura poligonali e gli edifici romani (probabilmente adibiti a granai) in contrada Fonte Farolfa e Arnale. Nel V secolo a.C. divenne territorio degli Equi e dopo la loro sconfitta divenne dominio romano, fino alle invasioni barbariche.
Nei secoli che seguirono, i territori della valle del Giovenzano, vennero accorpati in una Colonia chiamata Massa Jubenzana, amministrata prima da un Governatore e poi dal monastero di Santa Scolastica.
In un documento di papa Giovanni XVIII (21 luglio 1005) e in un altro di papa Benedetto VIII (settembre 1015), risulta il nome di un monte detto Cerreto che venne donato ai monaci sublacensi, con il compito di costruirvi un castello. Segno questo che nel 1015 il castello ancora non c'era, ma in un documento successivo (il privilegio di san Leone IX del 31 ottobre 1051) c'è una variante decisiva: si dona il monte Cerreto con il castello lì collocato.
Quindi Cerreto è sorto, per opera dei monaci sublacensi, nel periodo compreso tra l'anno 1015 e l'anno 1051.

### Il governo dei monaci (1051-1456)
Cerreto sorse nel territorio dello Stato della Chiesa, sotto la cui egida rimase fino al 1870.
L'alto governo civile di Cerreto spettò all'abate di S. Scolastica (fino al 1456), per passare poi all'abate commendatario (fino al 1753) ed infine alla Congregazione del buon governo (fino al 1870). 
Appena nato, Cerreto fu subito strappato con la forza al monastero sublacense da Lando di Civitella, il quale imprigionò lo stesso abate. Venne così eletto come nuovo abate Giovanni di Farfa, il quale riuscì a rioccupare Cerreto tra il 1077 e il 1078. 
Cerreto fu, in questo periodo, conteso tra Subiaco e Tivoli. Una pace tra queste due città fu stipulata il 16 maggio 1169. Purtroppo si trattò più di una tregua che di una pace, infatti i Tiburtini recarono danni sensibili a diversi comuni della zona, tra cui Cerreto, verso la fine del XIII secolo. Solo grazie all'intervento di papa Bonifacio VIII tali molestie cessarono. 

### Il governo dei monaci commendatari (1456-1753)
Tra il 1456 e il 1753 fu retto da abati commendatari, tra i quali figurarono rappresentanti delle potenti famiglie dei Borgia, dei Colonna, dei Borghese e dei Barberini.

### La fortezza
Una vera fortezza fu costruita all'inizio del governo dell'abate Tommaso da Celano: di forma quadrangolare, con un unico ingresso rivolto a Sud, quattro torrioni agli angoli e nel mezzo il maschio (la grande torre ancora intatta). Per la sua costruzione fu imposta una tassa a tutti i comuni circostanti. L'erezione della fortezza portava con sé la presenza di una piccola guarnigione nel comune. Fu proprio in questo castello che gli abitanti si rifugiarono il 10 aprile 1592 per resistere all'assedio dei briganti di Marco Sciarra.

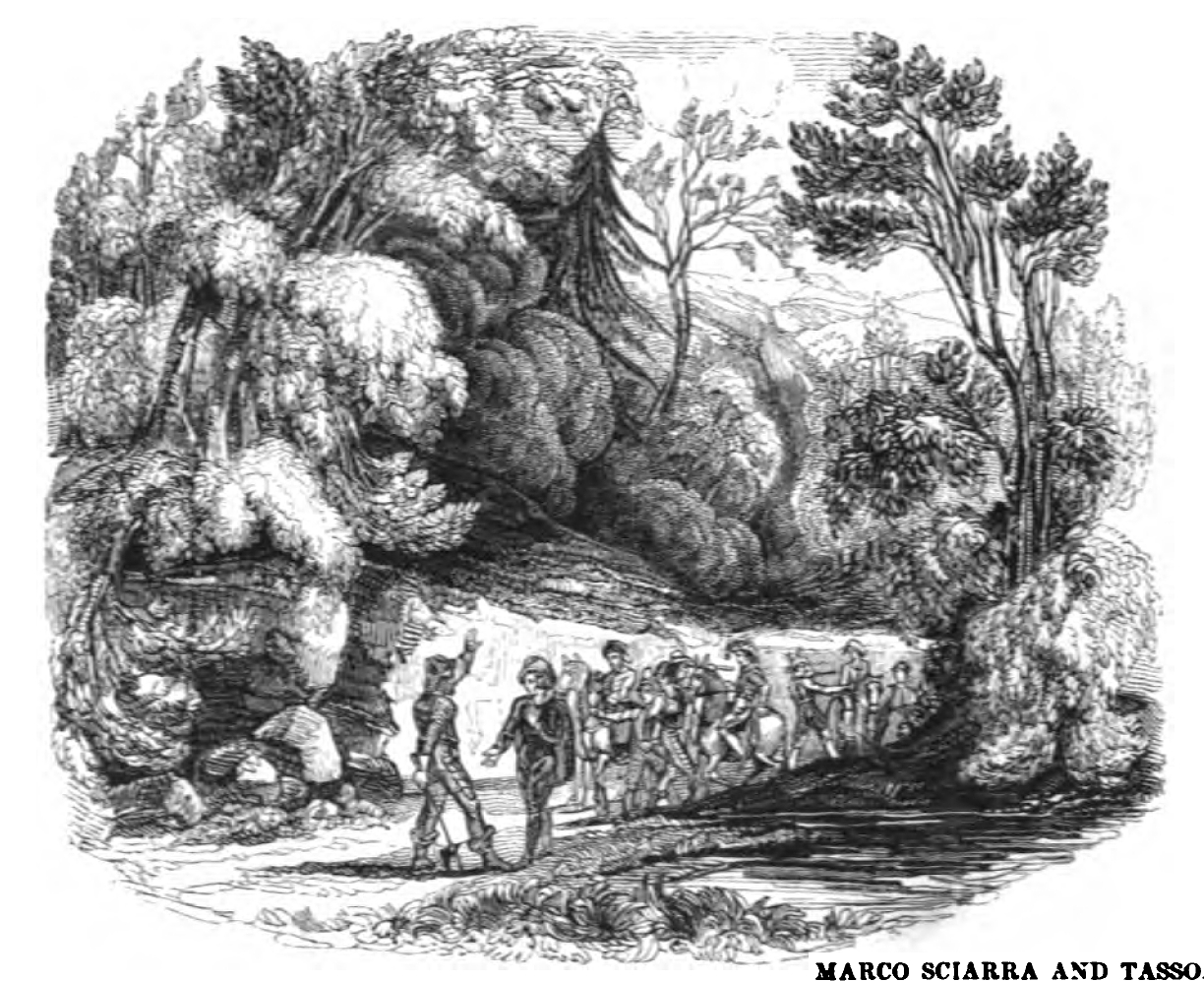
Marco Sciarra cattura Torquato Tasso

### L'assedio di Marco Sciarra
I briganti di Marco Sciarra attaccarono Cerreto, costringendo i cittadini a rifugiarsi nella fortezza. I malviventi, intenti a sterminare la popolazione, decisero di tenere Cerreto sotto assedio.
Gli abitanti riuscirono comunque ad inviare una lettera a Roma, per informare la Chiesa dell'accaduto, ma quest'ultima ignorò la richiesta di aiuto. I Cerretani non si diedero per vinti e chiesero l'aiuto dei paesi vicini, i quali acconsentirono.
Così nella notte tra il 24 e il 25 aprile 1592, legarono della stoffa imbevuta di pece alla coda di una gatta (la quale darà il nome alla festa popolare di Cerreto) e, dopo averle dato fuoco, la buttarono nei fienili dove i briganti riposavano. La gatta, correndo impaurita, diede fuoco ai fienili. Le fiamme erano il segnale che era stato deciso tra Cerreto e gli alleati per dare inizio alla battaglia. Così, al divampare delle fiamme, i Cerretani armati uscirono dalla fortezza e, insieme agli alleati, sconfissero i briganti. 
Purtroppo l'incendio divampò per tutto il borgo. Gli abitanti decisero di fare quindi una processione in onore di S. Agata, che, si dice, avrebbe sedato le fiamme.

### Prima e seconda guerra mondiale
Nella prima guerra mondiale Cerreto ebbe 21 morti. A questi vanno sommati i morti causati dalla successiva epidemia d'Influenza spagnola.
Nella seconda guerra mondiale i morti e i dispersi furono 7. Il paese fu anche bombardato, il 27 maggio 1944, senza però subire danni di rilievo: tre case distrutte ed altre danneggiate, qualche persona tirata fuori dalle macerie ma nessun morto.

### Simboli
Nello stemma, riconosciuto con DCG (Decreto del Capo del Governo) del 20 dicembre 1942, è rappresentato su sfondo azzurro un cerro piantato su un monte all'italiana di tre cime e sormontato da tre stelle.
Il gonfalone è un drappo trinciato di azzurro e di bianco.

## Monumenti e luoghi d'interesse

### Architetture religiose
- Chiesa di Santa Maria Assunta, una chiesa costruita intorno al XII-XIII secolo nelle vicinanze della vecchia Porta del Castello.
- Chiesa di San Sebastiano, nominata nel Regesto Sublacense del 1572, e per questo si presume che la costruzione della chiesa sia terminata prima di questa data.

### Architetture militari
Mura poligonali
Queste mura, costruite a secco con grandi massi di forma irregolare, si trovano in territorio di Cerreto nella contrada Le Jonte, vicino alla Fonte di Farolfo. Un muro posizionato poco sopra la Fonte, è lungo oltre 40 metri. Vi sono anche resti minori posizionati sotto l'Arnale.
Simili mura sono sparse qua e là nell'Italia centrale. Si ritiene che esse risalgano ai secoli VII-IV a.C. Nel caso delle mura poligonali di Cerreto fa meraviglia di trovarle quasi in pianura alle radici dei Fossicchi. In passato sono state rinvenute anche numerose tombe, alcune delle quali con ossa di proporzioni gigantesche.
La Torre
L'unica torre di Cerreto (risalente al XIV secolo) che ha resistito fino ad oggi, è quella che sovrasta il borgo antico e che, durante il medioevo, era il maschio della fortezza. Oggi viene aperta al pubblico solo in occasione di festività e ricorrenze.

## Società

### Evoluzione demografica
Abitanti censiti

### Etnie e minoranze straniere
Secondo i dati ISTAT, i cittadini stranieri a Cerreto Laziale al 31 dicembre 2015 sono 124 (11,09%). La nazionalità più rappresentata è:
- Romania: 97 (8,68%)

### Tradizioni e folclore
Festa di s. Sebastiano
Non ci sono documenti scritti sull'origine del culto di san Sebastiano professato a Cerreto Laziale. Possiamo fare riferimento all'opinione comune secondo la quale nel secolo XVI sarebbe venuta a Cerreto una colonia di milanesi. Questi avrebbero portato con loro il culto del santo che appunto, secondo sant'Ambrogio, sarebbe nativo di Milano.
Un altro dato interessante riferibile alla leggenda popolare, riguarda il fatto che poco dopo la canonizzazione di san Carlo Borromeo, nella chiesa di San Sebastiano fu costruito un altare dedicato a san Carlo, ciò si spiegherebbe se ammettiamo la presenza di questa colonia a Cerreto. La data della festività è fissata al 20 gennaio.
Festa della Madonna delle Grazie
Ogni prima domenica dopo l'8 settembre si celebrano i festeggiamenti in onore della Madonna delle Grazie, il cui quadro è scrupolosamente conservato in una cappella laterale della chiesa di S. Maria Assunta. È la festa più importante del paese sia dal punto di vista religioso, con processioni solenni (in cui viene trasportata per le vie del paese la macchina con sopra il quadro della Madonna), sia dal punto di vista dello spettacolo e dell'intrattenimento.
La Confraternita della Madonna delle Grazie si occupa dell'organizzazione della festa e dell'allestimento del tradizionale Tappeto Artistico, un "tappeto" simile alle classiche infiorate ma in cui i quadri sono realizzati con l'utilizzo di sale colorato..

## Cultura

### Cucina
- Pizzarelle

Le pizzarelle, simili a fettuccine ma più corte e più spesse preparate con farina di grano e una parte di farina di granturco, sono un tipico piatto locale servito nelle tradizionali "scifette" (contenitori in legno) con il sugo di pistacchio (pesto di aglio e peperoncino, con l'aggiunta facoltativa di acciughe).
Dal 26 maggio 2023 le pizzarelle sono annoverate nell'elenco dei prodotti agroalimentari tradizionali laziali.

## Infrastrutture e trasporti

### Strade
IL territorio comunale è attraversato, oltre che dalla via Cerreto-Sambuci, dall'ultimo tratto dell'Empolitana II, da Madonna della Pace a Ponte Terenzio. A sinistra, per la Pedemontana, si va a Pisoniano, poi a San Vito Romano, Genazzano e Palestrina. A destra l'Empolitana I (costeggiando le rovine di San Valerio, di Saxula e di Empulum) conduce a Ciciliano, Castel Madama e Tivoli.
Il comune è servito dalle seguenti strade provinciali:
● SP47 (Empolitana II)
● SP42a (collega Cerreto a Sambuci)

## Amministrazione
Nel 1872 "Cerreto" cambiò denominazione in "Cerneto", poi nel 1885 la cambiò in "Monterufo" e quindi nel 1886 in "Cerreto Laziale".

### Sindaci
| Periodo        | Periodo        | Primo cittadino    | Partito           | Carica  | Note |
| -------------- | -------------- | ------------------ | ----------------- | ------- | ---- |
| 23 aprile 1995 | 13 giugno 1999 | Giovanni Zuccari   | lista civica      | Sindaco |      |
| 13 giugno 1999 | 13 giugno 2004 | Giovanni Zuccari   | lista civica      | Sindaco |      |
| 13 giugno 2004 | 13 aprile 2008 | Alfredo de Propris | lista civica      | Sindaco |      |
| 13 aprile 2008 | 26 maggio 2013 | Pietro Mastrecchia | lista civica      | Sindaco |      |
| 26 maggio 2013 | 10 giugno 2018 | Pietro Mastrecchia | lista civica      | Sindaco |      |
| 10 giugno 2018 | 15 maggio 2023 | Gina Panci         | Amiamo Cerreto    | Sindaco |      |
| 15 maggio 2023 | in carica      | Gina Panci         | Uniti per Cerreto | Sindaco |      |

### Gemellaggi
- Civrieux, dal 1998.

### Altre informazioni amministrative
- Fa parte della Comunità montana dell'Aniene
- Dal 2001 fa parte dell'Unione dei comuni Valle del Giovenzano.

## Sport
Nel territorio del comune sono presenti:
● una palestra comunale
● un campo da calcio a 11
● un campo da calcio a 5